# Borys Niemiec
Borys Josypowycz Niemiec, ukr. Борис Йосипович Нємєц, ros. Борис Иосифович Немец (Немцов), Boris Iosifowicz Niemiec (Niemcow) (ur. 1919, Zdołbunów, zm. ?, Ukraina) – ukraiński piłkarz, grający na pozycji napastnika, trener i sędzia piłkarski.

## Kariera piłkarska
W sierpniu 1944 roku rozpoczął karierę piłkarską w klubie Dynamo Łuck, w którym występował do zakończenia swojej kariery w roku 1952.

## Kariera trenerska
Karierę szkoleniowca rozpoczął jeszcze będąc piłkarzem. Łączył funkcje trenerskie w Dynamo Łuck. W pierwszej rundzie sezonu 1960 prowadził nowo utworzony klub Wołyń Łuck.
Również od lat 50. XX wieku sędziował mecze piłkarskie. Sędzia kategorii republikańskiej.